# Exécutions à Paris de 1789 à 1796
 (avril 2011).
Si vous disposez d'ouvrages ou d'articles de référence ou si vous connaissez des sites web de qualité traitant du thème abordé ici, merci de compléter l'article en donnant les références utiles à sa vérifiabilité et en les liant à la section « Notes et références ».
Tableaux résumant les exécutions qui ont eu lieu à Paris 

pendant la période révolutionnaire 

du 14 juillet 1789 au 21 octobre 1796.
| Âge des exécutés     | nombre |
| -------------------- | ------ |
| Au-dessous de 18 ans | 22     |
| De 18 à 20 ans       | 45     |
| De 20 à 25 ans       | 336    |
| De 25 à 50 ans       | 1 669  |
| De 50 à 60 ans       | 528    |
| De 60 à 70 ans       | 103    |
| Au-dessus de 80 ans  | 9      |

| Hommes | 2548 |
| Femmes | 370  |
| Total  | 2918 |

| Professions et conditions des exécutés                                              | nombre |
| ----------------------------------------------------------------------------------- | ------ |
| Membres de l'épiscopat, évêques, archevêques, coadjuteurs                           | 6      |
| Maréchaux de France et lieutenants généraux                                         | 25     |
| Magistrats, membres des anciens parlements                                          | 245    |
| Ecclésiastques, prêtres, moines, religieux                                          | 319    |
| Membres de l'Assemblée constituante et législative                                  | 39     |
| Membres de la Convention                                                            | 45     |
| Membre de la Commune de Paris                                                       | 73     |
| Professions libérales : financiers, avocats, médecins, notaires, employés           | 479    |
| Nobles des deux sexes en dehors des désignations précédentes : officiers et soldats | 365    |
| Hommes et femmes de lettres                                                         | 25     |
| Artistes                                                                            | 16     |
| Marchands des deux sexes                                                            | 275    |
| Artisans et artisanes                                                               | 391    |
| Domestiques des deux sexes : cochers, jardiniers, etc.                              | 129    |
| Laboureurs et cultivateurs                                                          | 105    |